# 로트라우트 수잔네 베르너
로트라우트 수잔네 베르너(Rotraut Susanne Berner, 1948년 8월 26일 ~ , 슈투트가르트)는 독일의 그래픽 디자이너이자 삽화가이다. 한스 마그누스 엔첸스베르거가 쓴 수학 귀신의 삽화 그림으로 잘 알려져 있다.